# Hemiemblemaria simulus
Hemiemblemaria simulus är en fiskart som beskrevs av Longley och Hildebrand, 1940. Hemiemblemaria simulus ingår i släktet Hemiemblemaria och familjen Chaenopsidae. Inga underarter finns listade i Catalogue of Life.